# Arachnodes minutus
Arachnodes minutus là một loài bọ cánh cứng trong họ Bọ hung (Scarabaeidae).